# Tatra 77
Tatra 77 модель люкс класу чехословацького виробника Татра. Модель розробили 1934 як перший серійний автомобіль, випробуваний в аеродинамічній трубі з коефіцієнтом лобового опору 0,38 для Tatra 77 і 0:33 для Tatra 77а. Модель випускали до 1938 р. Розроблену на її основі модель Tatra 87 почали випускати 1936 р.

## Історія

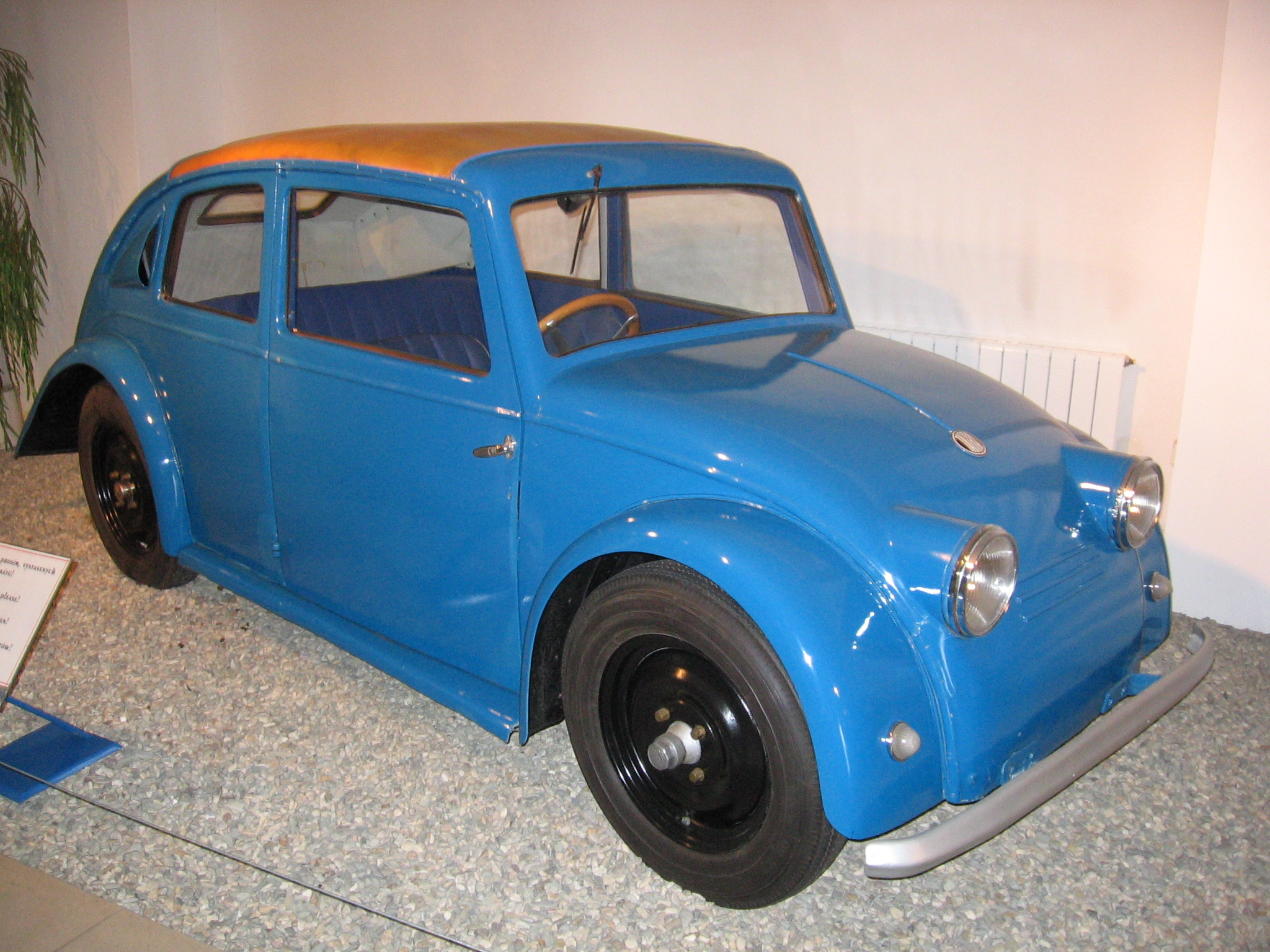
Прототип Tatra 570 V

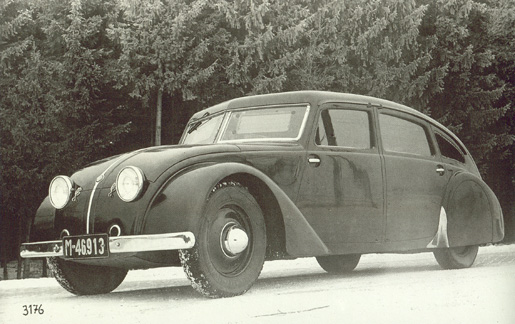
Прототип Т77. 1933

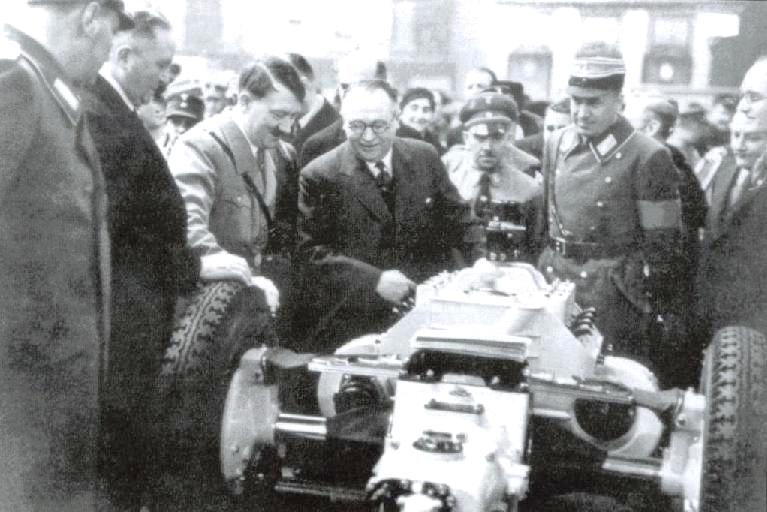
Ганс Ледвінка демонструє задній міст і мотор Т77 Адольфу Гітлеру на берлінському автосалоні

Розробку принципово нового для марки Tatra задньопривідного автомобіля Tatra V 570 з центральною опорною трубою розпочали 1931 р. Обтічний кузов з низьким лобовим опором отримала 1933 модель V 570. Прототип моделі 77 випробували у аеродинамічній трубі як один з перших серед автомобілів. У аеродинамічній трубі було випробувано 1933 прототип Pierce Silver Arrow. Головним конструктором був Ганс Ледвінка (чеськ. Hans Ledwinka), а інженером Еріх Убелакер (чеськ. Erich Übelacker) на основі ідей угорського інженера-аеродинаміка Пауля Ярая (чеськ. Paul Jaray). Загалом випустили 249 машин обох модифікацій.

### Tatra 77
Модель презентували 4 березня 1934 на автосалоні у Празі одночасно з початком серійного виробництва. Модель була низькою без вихлопної труби і тунелю карданного валу в салоні. Вертикальний кіль ззаду кузова повинен був поліпшити стабільність руху на прямих відрізках дороги. На моделі встановили мотор V8 повітряного охолодження об'ємом 2969 см³ (75×84 мм), верхнім розподільчим валом потужність 60 к.с. (44 кВт) при 3500 об/хв. На моделі стояла 4-ступінчаста коробка передач з синхронізаторами. Корпуси мотора, кп виготовляли з магнієвого сплаву. Всі колеса мали барабанні гальма. Швидкість досягала 145 км/год. До кінця року випустили 101 машину.

### Технічні дані Tatra 77
|                    |                                                                            |
| Розміри            | Параметри                                                                  |
| Роки випуску:      | 1934-1935                                                                  |
| Довжина:           | 5130 мм                                                                    |
| Висота             | 1500 мм                                                                    |
| Колісна база:      | 3150 мм                                                                    |
| Колія              | 1300 мм                                                                    |
| Маса порожнього:   | 1700 кг                                                                    |
| Просвіт:           | 220 мм                                                                     |
| Мотор              | 1×V8 повітряного охолодження                                               |
| Потужність мотора: | 60 к.с. при 3500 об/хв                                                     |
| Об'єм мотора       | 2969 см³                                                                   |
| Щеплення :         | однодискове мокре (Komet Mecano), КП 4-ступінчаста, 3-4 з синхронізаторами |
| Швидкість :        | 145 км/год.                                                                |
| Витрата пального:  | 14-16 л на 100 км                                                          |
| Конструктор:       | Ганс Ледвінка                                                              |

### Tatra 77А

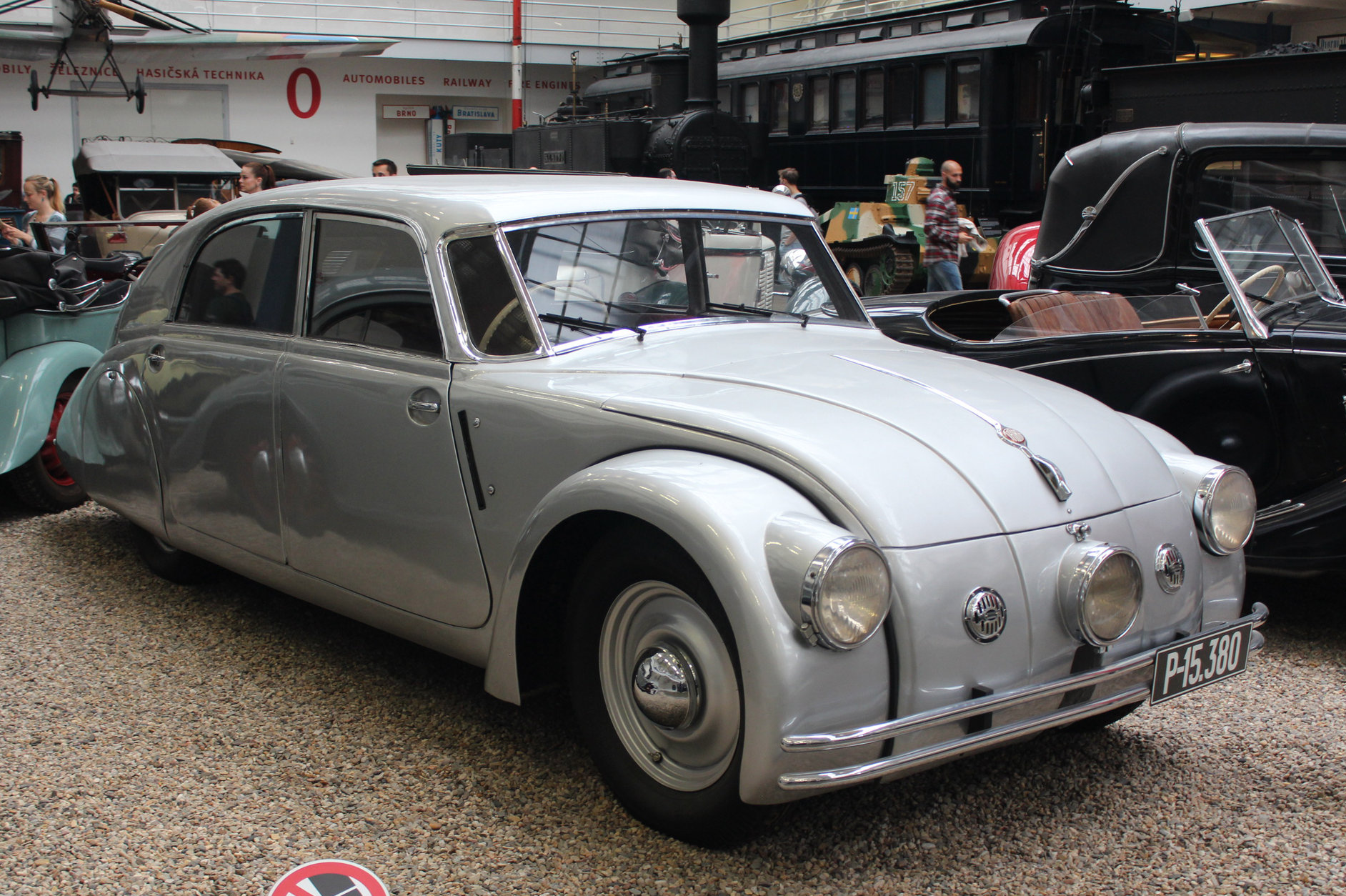
Tatra Т77А

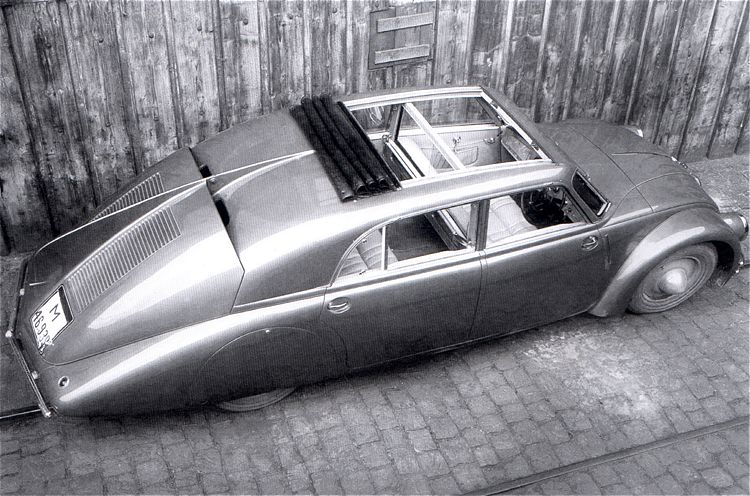
Tatra 77А

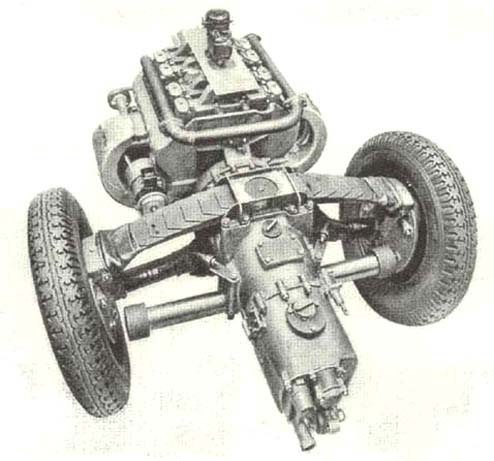
Блок морору, КП і задньої підвіски

Модифікація 1935 Tatra 77А отримала мотор об'ємом 3378 см³ потужністю 70 к.с. і розвивала швидкість 150 км/год. Вона була важча на 100 кг, довшу на 10 см колісну базу. Відрізнялась третьою фарою посеред капоту. До 1938 побудовано 154 машини. На її базі 1936 розробили модель Tatra 87.

### Технічні дані Tatra 77А
|                    |                                                                            |
| Розміри            | Параметри                                                                  |
| Роки випуску:      | 1935-1938                                                                  |
| Довжина:           | 5410 мм                                                                    |
| Ширина:            | 1700 мм                                                                    |
| Висота             | 1700 мм                                                                    |
| Колісна база:      | 3250 мм                                                                    |
| Колія              | 1300 мм                                                                    |
| Маса порожнього:   | 1800 кг                                                                    |
| Просвіт:           | 220 мм                                                                     |
| Мотор              | 1×V8 повітряного охолодження                                               |
| Потужність мотора: | 70 к.с. при 3500 об/хв                                                     |
| Об'єм мотора:      | 3378 см³                                                                   |
| Щеплення:          | однодискове мокре (Komet Mecano), КП 4-ступінчаста, 3-4 з синхронізаторами |
| Швидкість:         | 150 км/год.                                                                |
| Витрата пального:  | 14-16 л на 100 км                                                          |
| Конструктор:       | Ганс Ледвінка                                                              |